# Philanisus fasciatus
Philanisus fasciatus is een schietmot uit de familie Chathamiidae. De soort komt voor in het Australaziatisch gebied.